# Tianjin Jinmen Tiger FC

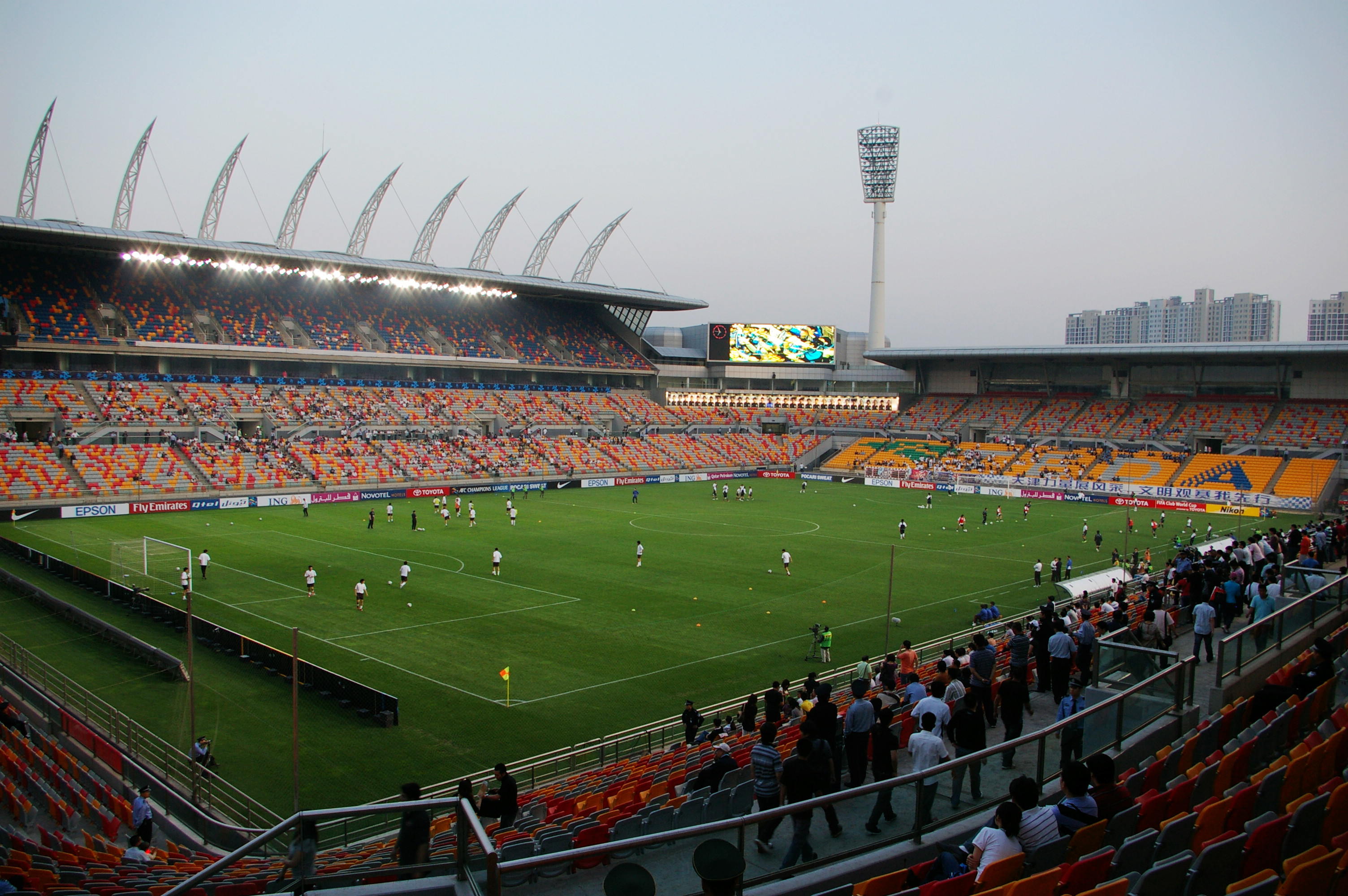
Stadion van Tianjin Teda

Tianjin Jinmen Tiger Football Club is een Chinese voetbalclub uit Tianjin. De club is opgericht in februari 1998. De originele club is opgericht in 1957. De thuiswedstrijden worden gespeeld in het TEDA Voetbalstadion gespeeld, dat plaats biedt aan 37.450 toeschouwers. De clubkleuren zijn blauw-wit.

## Naamswijzigingen
| Jaar | Naam                 | Bijzonderheid                 |
| ---- | -------------------- | ----------------------------- |
| 1957 | Tianjin City FC      |                               |
| 1993 | Tianjin FC           |                               |
| 1995 | Tianjin Samsun       |                               |
| 1997 | Tianjin Lifei        |                               |
| 1998 | Tianjin Teda         | Oprichting professionele club |
| 2000 | Tianjin Teda Dingxin |                               |
| 2001 | Tianjin Teda CEC     |                               |
| 2002 | Tianjin Teda         |                               |
| 2003 | Tianjin Kangshifu    |                               |
| 2005 | Tianjin Teda         |                               |
| 2021 | Tianjin Jinmen Tiger |                               |

## Bekende (ex-)spelers en trainers
- John Obi Mikel
- Sjoerd Ars
- Tijjani Babangida
- Zsombor Kerekes
- Josip Kuže (coach)
- Damiano Tommasi
- Arie Haan (coach)
- Fredy Montero
- Wágner Ferreira dos Santos
- Nemanja Gudelj
- Stig Tøfting
- Marko Vejinović
- Sandro Wagner
- Frank Acheampong

Beijing Guoan · 
Cangzhou Mighty Lions ·
Changchun Yatai ·
Chengdu Rongcheng ·
Henan · 
Meizhou Hakka · 
Nantong Zhiyun · 
Qingdao Hainiu ·
Qingdao West Coast ·
Shandong Taishan · 
Shanghai Shenhua ·
Shanghai Port ·
Shenzhen Peng City ·
Tianjin Jinmen Tiger · 
Wuhan Three Town
Zhejiang